# Bellamy Brothers
Die Bellamy Brothers sind ein US-amerikanisches Country-Duo bestehend aus den Brüdern Howard (* 2. Februar 1946 in Darby, Florida) und David Bellamy (* 16. September 1950 in Darby, Florida). Ihr größter Erfolg ist Let Your Love Flow von 1976.

## Erste Schritte
David und Howard Bellamy verbrachten ihre Kindheit in Florida auf der Farm ihrer Eltern. Bereits früh nahmen sie musikalische Impulse aus zahlreichen Stilrichtungen auf. Sie erlernten verschiedene Instrumente und sammelten in mehreren Bands Erfahrungen.
1968 gründeten sie die Band Jericho, die drei Jahre Bestand hatte. Die Brüder konzentrierten sich anschließend zunächst auf das Schreiben von Songs. 1973 nahm Jim Stafford den von David Bellamy geschriebenen Titel Spiders and Snakes auf. Die Single verkaufte sich mehr als drei Millionen Mal und verschaffte ihnen ein solides finanzielles Polster.

## Karriere
Nach diesem ersten Erfolg zogen die Bellamy Brothers 1973 nach Los Angeles, wo sie zunächst als Session-Musiker arbeiteten. 1975 erhielten sie bei Curb Records einen Schallplattenvertrag. Die von David Bellamy besungene Single Nothin’ Heavy erreichte Platz 77 der Billboard Singles Charts.
Über den befreundeten Drummer der Begleitband Neil Diamonds erfuhren sie von einem Song, den ein Roadie der Band geschrieben hatte: Let Your Love Flow. Das Duo spielte damit 1976 eine Single ein und erzielte einen Blockbuster-Hit, der weltweit Spitzenpositionen in den Pop-Hitparaden erreichte. In Deutschland wurde außerdem die Version von Jürgen Drews Ein Bett im Kornfeld zum Hit und erreichte in den deutschen Singles-Charts Platz 1. Ein anschließend produziertes Album gleichen Namens erreichte lediglich Platz 69 der US-LP-Charts und war das einzige Album des Duos, das sich überhaupt in den LP-Charts platzieren konnte. Let Your Love Flow erreichte auch Platz 21 der Country-Charts.
Die beiden Nachfolgesingles Hell Cat und Satin Sheets konnten in den USA nur Plätze im unteren Chartdrittel belegen, in Europa hatten die Brüder jedoch größeren Erfolg mit ihren Titeln. So gelangen ihnen mit Satin Sheet (Platz 12) und Crossfire (Platz 17) 1976 bzw. 1977 zwei Top-20-Hits in Deutschland.
Nach einem längeren Aufenthalt in Europa wurde Ende der 1970er Jahre ein leichter Stilwechsel in Richtung klassischer Country-Musik eingeleitet. 1979 erreichte die Single If I Said You Have A Beautiful Body Would You Hold It Against Me Platz 1 der Country-Charts. Im Popmusikbereich war der Song mit Platz 39 der letzte Erfolg der Bellamy Brothers in den US-Charts.
Im Country-Musik-Bereich waren sie weiterhin erfolgreich, dort folgten weitere Top-Ten-Platzierungen in den Charts. 1980 gelangen mit Sugar Daddy und Dancin’ Cowboys erneut zwei Nummer-1-Hits. Bis 1987 erreichten sie mit den folgenden Titeln Platz 1 der Country-Charts: Do You Love As Good As You Look (1981), For All The Wrong Reasons (1982), Redneck Girl (1982), When I’m Away from You (1983), I Need More of You (1985), Too Much Is Not Enough (1986) und Kids of the Baby Boom (1987).
Ihre Erfolgssträhne hielt bis Ende der 1980er Jahre an. 1991 gründeten die Brüder ihr eigenes Label. Die Verkaufszahlen gingen deutlich zurück, aber die Bellamy Brothers blieben im Geschäft. Zwischen 1991 und 2000 arbeiteten sie zusammen mit Ralph Siegel, der ihnen wieder zu kleineren Charterfolgen in Deutschland verhalf.
2012 nahmen die Bellamy Brothers zusammen mit DJ Ötzi das Album Simply the Best auf. Auf diesem befindet sich unter anderem das Lied Like a Star, die englische Version von Ein Stern (… der deinen Namen trägt).
Ihr 2013 veröffentlichtes Album Bellamy Brothers & Friends war eine Zusammenarbeit mit Schweizer Künstlern wie Peter Reber (ex Peter, Sue & Marc) und Gölä.

## Diskografie
Studioalben

| Jahr | Titel Musiklabel Katalog-Nr.                                                            | Höchstplatzierung, Gesamtwochen/‑monate, AuszeichnungChartplatzierungen (Jahr, Titel, Musiklabel Katalog-Nr., Platzierungen, Wochen/Monate, Auszeichnungen, Anmerkungen) | Höchstplatzierung, Gesamtwochen/‑monate, AuszeichnungChartplatzierungen (Jahr, Titel, Musiklabel Katalog-Nr., Platzierungen, Wochen/Monate, Auszeichnungen, Anmerkungen) | Höchstplatzierung, Gesamtwochen/‑monate, AuszeichnungChartplatzierungen (Jahr, Titel, Musiklabel Katalog-Nr., Platzierungen, Wochen/Monate, Auszeichnungen, Anmerkungen) | Höchstplatzierung, Gesamtwochen/‑monate, AuszeichnungChartplatzierungen (Jahr, Titel, Musiklabel Katalog-Nr., Platzierungen, Wochen/Monate, Auszeichnungen, Anmerkungen) | Höchstplatzierung, Gesamtwochen/‑monate, AuszeichnungChartplatzierungen (Jahr, Titel, Musiklabel Katalog-Nr., Platzierungen, Wochen/Monate, Auszeichnungen, Anmerkungen) | Höchstplatzierung, Gesamtwochen/‑monate, AuszeichnungChartplatzierungen (Jahr, Titel, Musiklabel Katalog-Nr., Platzierungen, Wochen/Monate, Auszeichnungen, Anmerkungen) | Anmerkungen                                                                              |
| Jahr | Titel Musiklabel Katalog-Nr.                                                            | DE | AT | CH | UK | US | Country | Anmerkungen                                                                              |
| ---- | --------------------------------------------------------------------------------------- | --- | --- | --- | --- | --- | --- | ---------------------------------------------------------------------------------------- |
| 1976 | The Bellamy Brothers Featuring „Let Your Love Flow“ (And Others) Warner 56242/Curb 2941 | DE30 (4 Mt.)DE | — | — | UK21 Silber · (6 Wo.)UK | US69 (12 Wo.)US | — | Erstveröffentlichung: Mai 1976 Produzenten: Phil Gernhard, Tony Scotti                   |
| 1979 | The Two and Only Warner/Curb 3347                                                       | — | — | — | — | — | Country9 (25 Wo.)Country | Erstveröffentlichung: Juli 1979 Produzent: Michael Lloyd                                 |
| 1980 | You Can Get Crazy Warner/Curb 3408                                                      | — | — | — | — | — | Country9 (31 Wo.)Country | Erstveröffentlichung: Februar 1980 Produzent: Michael Lloyd                              |
| 1980 | Sons of the Sun Warner/Curb 3491                                                        | — | — | — | — | — | Country18 (31 Wo.)Country | Erstveröffentlichung: 3. November 1980 Produzent: Michael Lloyd                          |
| 1982 | When We Were Boys Elektra/Curb 60099                                                    | — | — | — | — | — | Country15 (24 Wo.)Country | Erstveröffentlichung: April 1982 Produzenten: David Bellamy, Howard Bellamy, Jimmy Bowen |
| 1982 | Strong Weakness Elektra/Curb 60210                                                      | — | — | — | — | — | Country17 (52 Wo.)Country | Erstveröffentlichung: Dezember 1982 Produzenten: David Bellamy, Howard Bellamy           |
| 1984 | Restless MCA/Curb 5489                                                                  | — | — | — | — | — | Country22 (48 Wo.)Country | Erstveröffentlichung: Juni 1984 Produzenten: David Bellamy, Howard Bellamy, Steve Klein  |
| 1985 | Howard & David MCA/Curb 5586                                                            | — | — | — | — | — | Country10 (52 Wo.)Country | Erstveröffentlichung: Juli 1985 Produzenten: Emory Gordy, Jr., Jimmy Bowen               |
| 1987 | Country Rap MCA/Curb 5721                                                               | — | — | — | — | — | Country21 (23 Wo.)Country | Erstveröffentlichung: Februar 1987 Produzent: Emory Gordy, Jr.                           |
| 1987 | Crazy from the Heart MCA/Curb 42039                                                     | — | — | — | — | — | Country50 (22 Wo.)Country | Erstveröffentlichung: November 1987 Produzent: Emory Gordy, Jr.                          |
| 1988 | Rebels Without a Clue MCA/Curb 42224                                                    | — | — | — | — | — | Country45 (21 Wo.)Country | Erstveröffentlichung: Oktober 1988 Produzenten: Jimmy Bowen, James Stroud                |
| 1990 | Reality Check MCA/Curb 42340                                                            | — | — | — | — | — | Country71 (1 Wo.)Country | Erstveröffentlichung: September 1990 Produzent: Emory Gordy, Jr.                         |
| 2010 | The Greatest Hits Sessions 274 514                                                      | — | — | CH1 ×2Doppelplatin · (29 Wo.)CH | — | — | — | Erstveröffentlichung: 27. August 2010 mit Gölä                                           |
| 2012 | Simply the Best Polydor 279 746                                                         | DE38 (4 Wo.)DE | AT3 (16 Wo.)AT | CH31 (7 Wo.)CH | — | — | — | Erstveröffentlichung: 23. März 2012 mit DJ Ötzi                                          |
| 2013 | Bellamy Brothers & Friends Sabam 373 208                                                | — | — | CH5 (14 Wo.)CH | — | — | — | Erstveröffentlichung: 24. Mai 2013                                                       |
| 2014 | Mermaid Cowgirl Universal 379 976                                                       | — | — | CH6 (15 Wo.)CH | — | — | — | Erstveröffentlichung: 26. September 2014 mit Gölä                                        |

grau schraffiert: keine Chartdaten aus diesem Jahr verfügbar

## Auszeichnungen
- 1977: Bronzener Bravo Otto